# Colonia Crespo
Colonia Crespo es un paraje poblado y comuna de 2ª categoría del distrito Tala del departamento Paraná, en la provincia de Entre Ríos, República Argentina. El pequeño poblado de Colonia Crespo (31°40′57.08″S 60°13′52.94″O / -31.6825222, -60.2313722) no ha sido reconocido estadísticamente como localidad censal por el INDEC.
La población de la jurisdicción de la junta de gobierno era de 381 habitantes en 2001 y de 264 en 2010.
La junta de gobierno fue creada por decreto 685/1985 MGJE de 12 de marzo de 1985. Sus límites jurisdiccionales fueron establecidos por decreto 1191/1985 MGJE de 18 de abril de 1985 y reducidos por sección al municipio de Villa Urquiza por ley n.º 8860 de 13 de septiembre de 1994.
Su jurisdicción limita al oeste con el ejido municipal de Villa Urquiza, al norte con la jurisdicción de la junta de gobierno de Estación El Palenque, al este con la de Paso de las Piedras, al sudeste con la de Paso de la Arena, al sur con la de Quebracho y al sudoeste con la de La Picada. De sudoeste a norte es atravesada por la ruta nacional 12, sobre la que se encuentra el pequeño poblado que es sede de las autoridades de la junta de gobierno. Al sudoeste la atraviesa la ruta provincial 10, comunicada con el poblado por un camino de tierra de 4.5 km. En el extremo sur de la jurisdicción, en el paraje denominado Carmona, se encuentra el Club de Planeadores Paraná con un aeródromo de 1240 m de largo.
El arroyo Las Conchas y sus afluentes drenan la jurisdicción de norte a sur, naciendo en el extremo norte. La principal actividad económica del área es la agrícola y ganadera. 
A partir de 2003 los 5 vocales de la junta de gobierno fueron elegidos en elecciones, dejando de ser designados por el Poder ejecutivo provincial. El circuito electoral utilizado es el 26-Colonia Crespo.

## Comuna
La reforma de la Constitución de la Provincia de Entre Ríos que entró en vigencia el 1 de noviembre de 2008 dispuso la creación de las comunas, lo que fue reglamentado por la Ley de Comunas n.º 10644, sancionada el 28 de noviembre de 2018 y promulgada el 14 de diciembre de 2018. La ley dispuso que todo centro de población estable que en una superficie de al menos 75 km² contenga entre 400 y 700 habitantes, constituye una comuna de 2ª categoría. La Ley de Comunas fue reglamentada por el Poder Ejecutivo provincial mediante el decreto 110/2019 de 12 de febrero de 2019, que declaró el reconocimiento ad referéndum del Poder Legislativo de 21 comunas de 2ª categoría con efecto a partir del 11 de diciembre de 2019, entre las cuales se halla Colonia Crespo. La comuna está gobernada por un departamento ejecutivo y por un consejo comunal de 6 miembros, cuyo presidente es a la vez el presidente comunal. Sus primeras autoridades fueron elegidas en las elecciones de 9 de junio de 2019.